# Barcelona–Ripoll-vasútvonal
A Barcelona–Ripoll-vasútvonal (ismert még mint Sant Martí de Provençals - Sant Joan de les Abadesses-vasútvonal egy 1668 mm-es nyomtávolságú, 3000 V egyenárammal villamosított vasútvonal Spanyolországban Barcelona és Ripoll között, áthaladva Granollers és Vich városokon. A vonatok engedélyezett legnagyobb sebessége 140 km/h.
Ezt a vonalat a szénszállításhoz építették, hogy San Juan de las Abadesas bányáiból a barcelonai tengerparti iparterületig vezessen. Három évtizedes sikertelen tervek után végül 1880-ban San Juan de las Abadesas vasúttársaság és bányavállalat építette meg a vasutat a város és Granollers között, ahol kapcsolódott a Barcelona–Girona–Portbou-vasútvonalhoz, amely lehetővé tette a vonatok számára Barcelona elérését.

## Képek

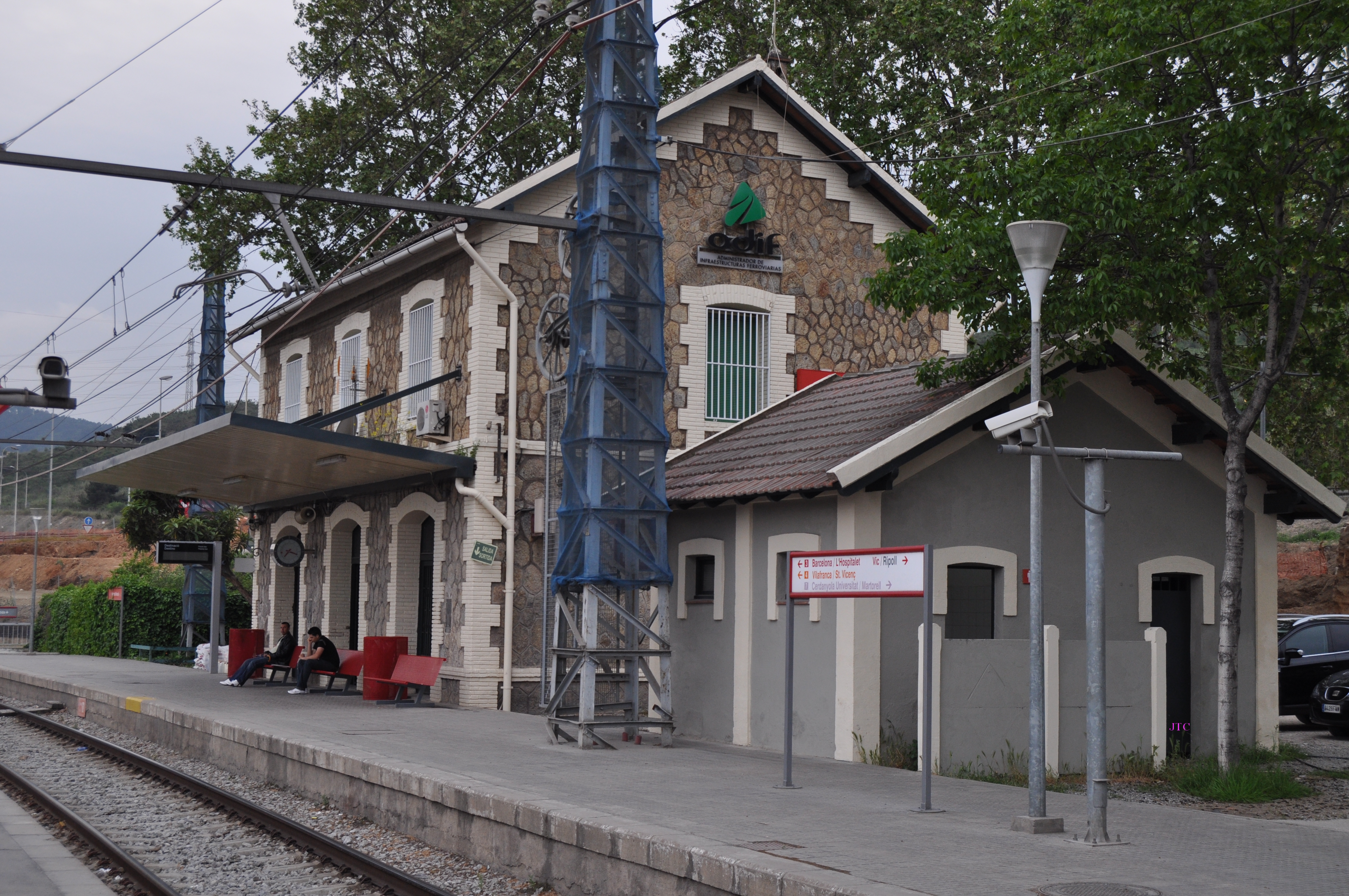
Estación de Moncada-Bifurcación
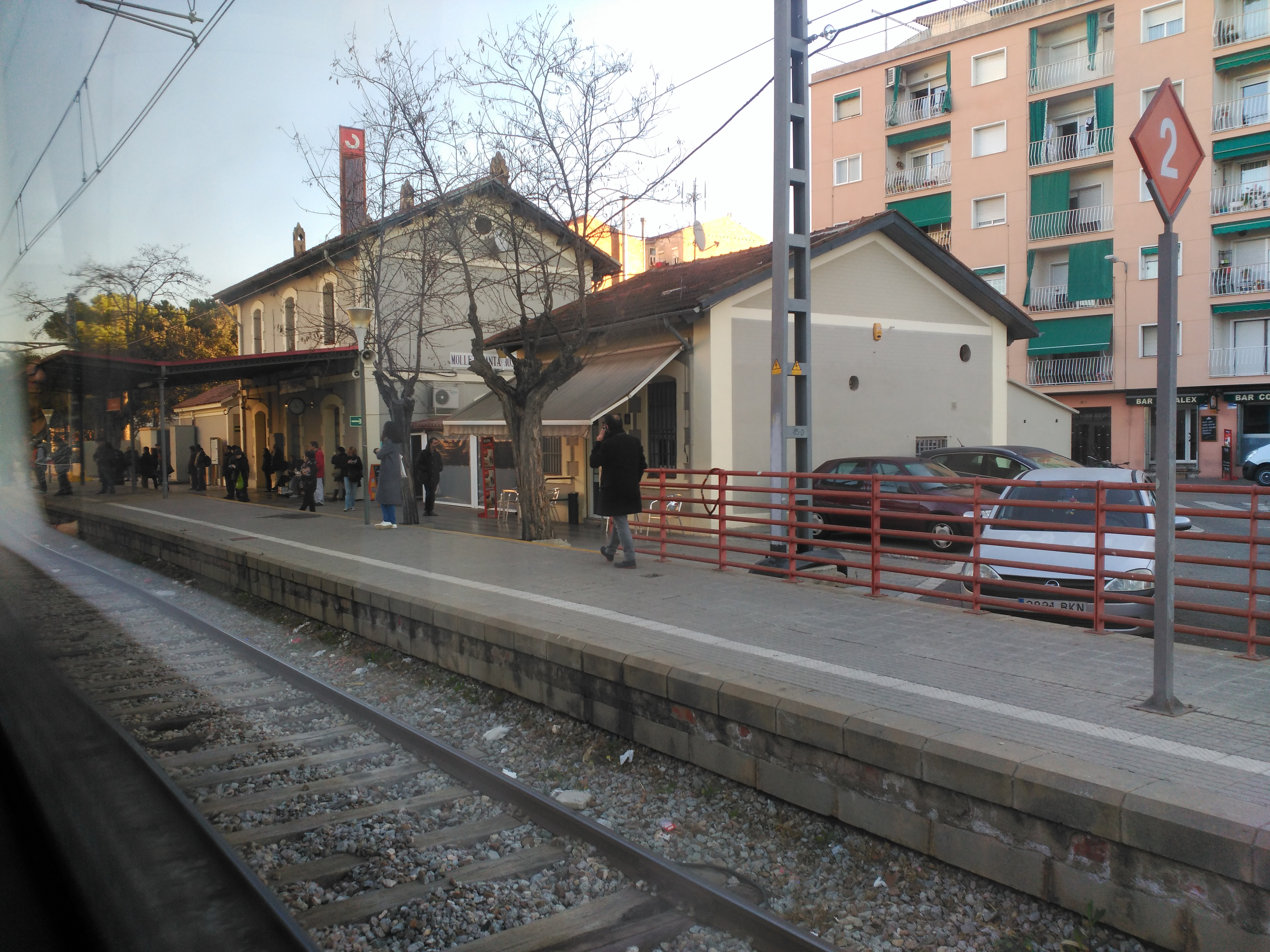
Estación de Mollet-Santa Rosa
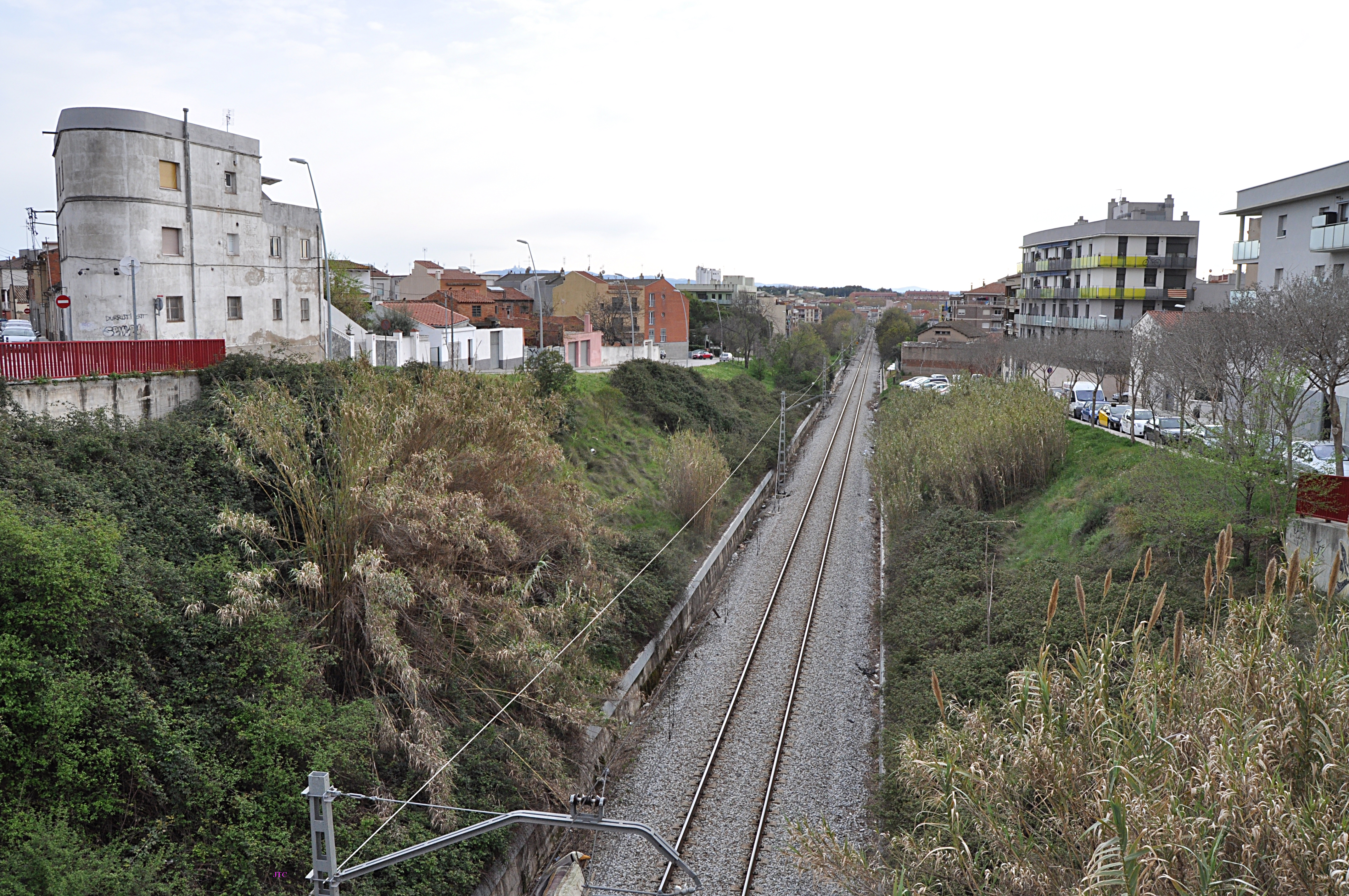
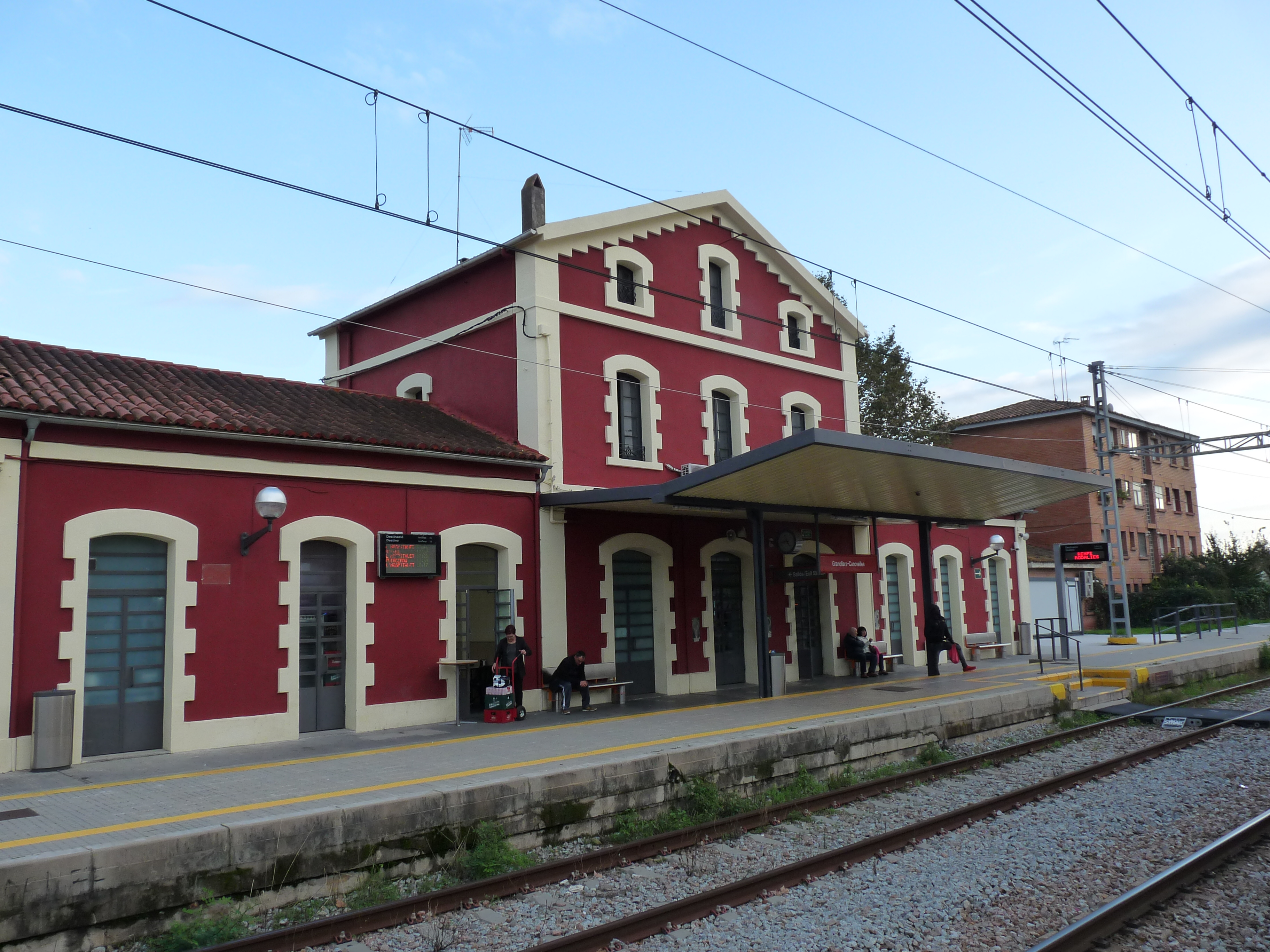
Estación de Granollers-Canovellas
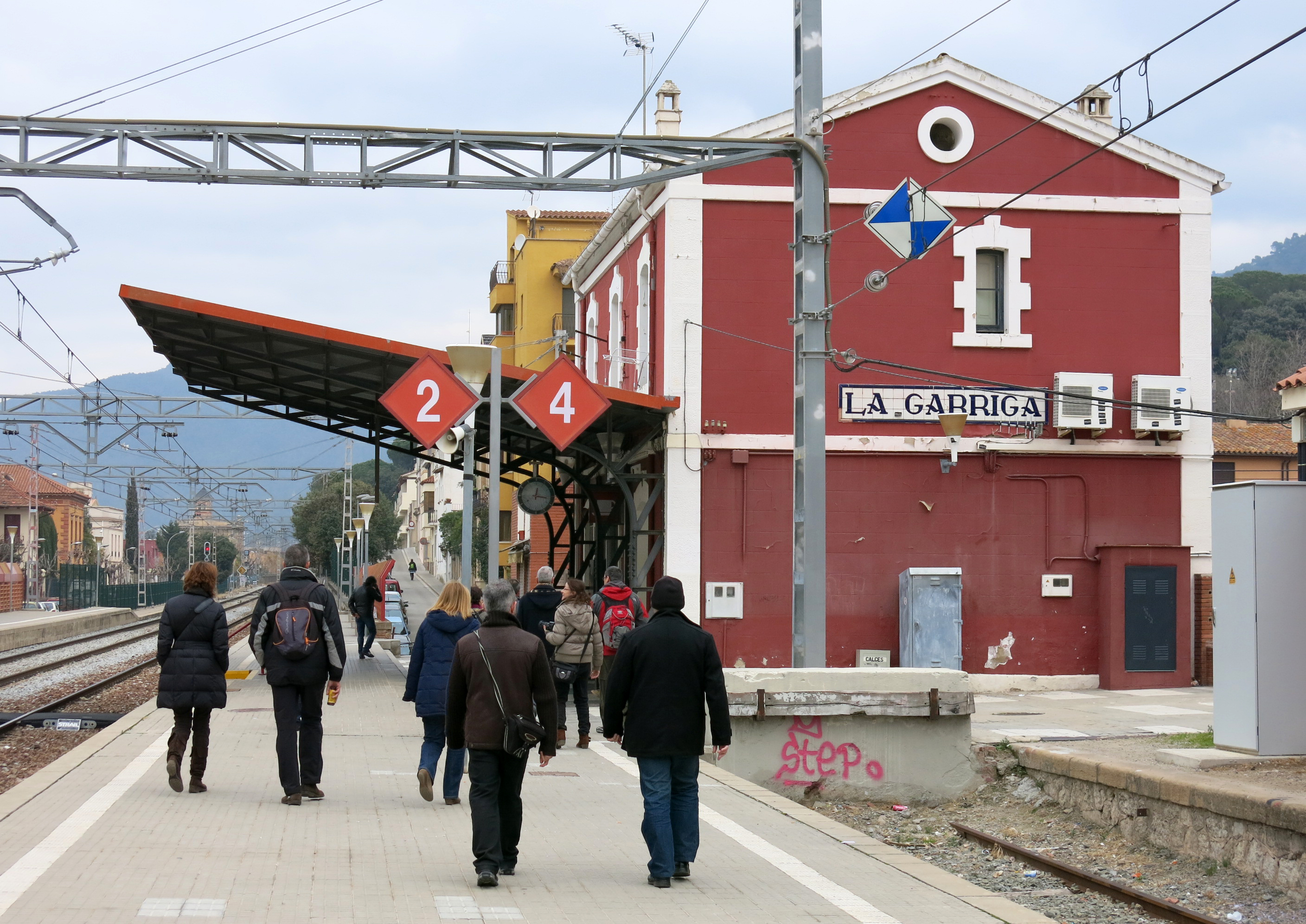
Estación de La Garriga
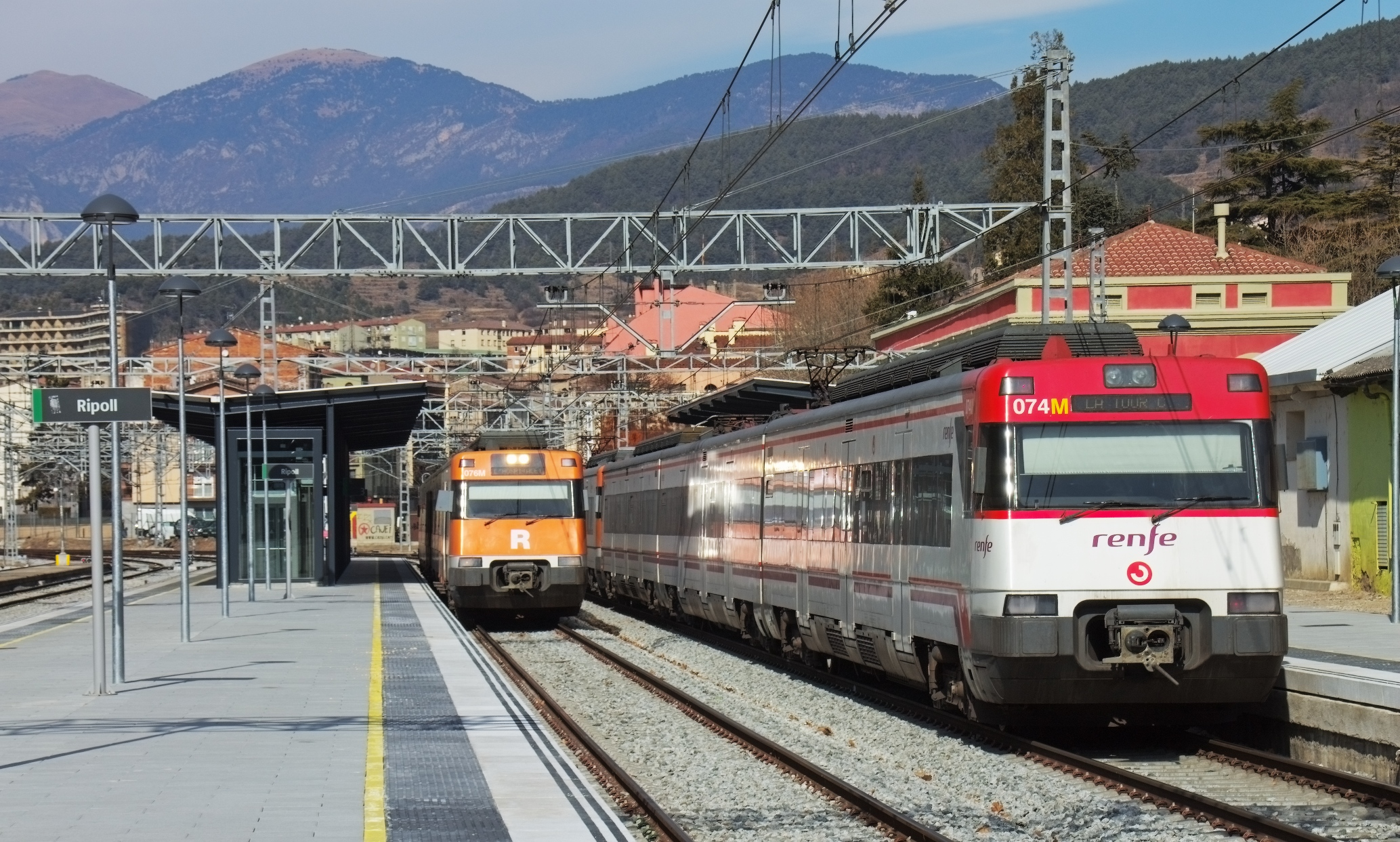
Estación de Ripoll